# Károly Szabó
Dans le nom hongrois Szabó Károly, le nom de famille précède le prénom, mais cet article utilise l’ordre habituel en français Károly Szabó, où le prénom précède le nom.
Károly Szabó (17 novembre 1916 – 28 octobre 1964) était de 1944 à 1945 employé à l'ambassade de Suède à Budapest. Désireux d'aider Raoul Wallenberg, il a joué un rôle important en le mettant en contact avec les représentants de la police hongroise et d'autres fonctionnaires. En 1953 il a été arrêté à Budapest sans procédure légale dans le cadre d'un procès secret contre des assassins imaginaires de Raoul Wallenberg.
Károly Szabó a été reconnu comme Juste parmi les nations le 12 novembre 2012,.

## Son amitié avec Pál Szalai en 1929
En 1929, à l'âge de 13 ans, il devint l'ami de Pál Szalai alors que tous deux faisaient partie des scouts hongrois. Cette amitié ne fut pas interrompue au cours des mois critiques de 1944-1945 alors que Pál Szalai, haut gradé dans la police, apportait son soutien à Raoul Wallenberg.

## Budapest 1944-1945

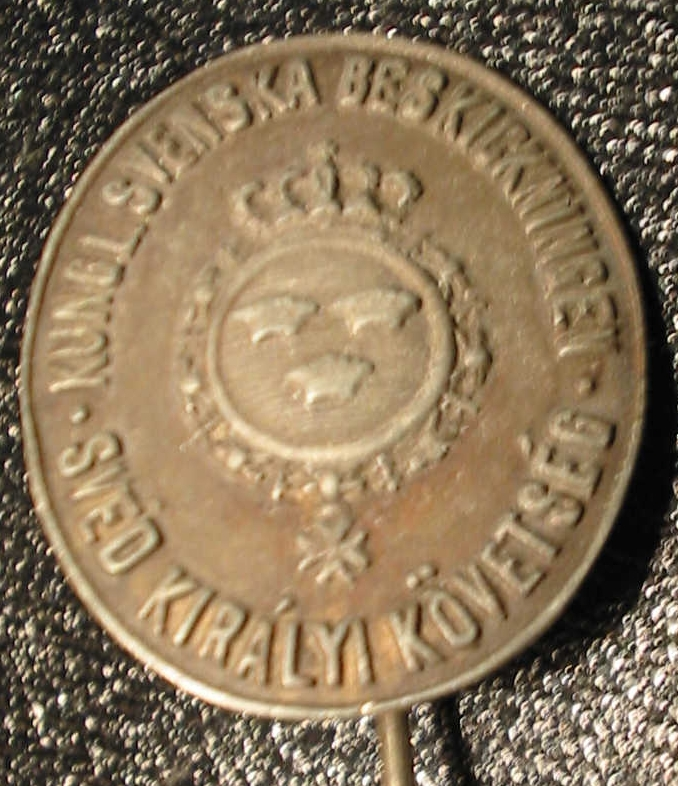
Badge de la légation suédoise à Budapest, 1944

Entre 1944 et 1945, Károly Szabó était secrétaire-dactylographe à l'ambassade de Suède. Le docteur Ottó Fleischmann, médecin-psychologue, qui travaillait aussi à l'ambassade de Suède, le convainquit de jouer un rôle actif dans les actions de sauvetage des Juifs qu'organisait Raoul Wallenberg. Pendant la bataille de Budapest, Pál Szalai aida son ami en lui fournissant des documents personnels importants, signés par le commandement allemand. Karoly Szabó eut l'intuition géniale d'acheter un manteau de cuir ; ce fut un élément décisif. Ce trench-coat noir en cuir se révéla un moyen d'inspirer la peur et le respect ; l'image d'Hollywood de l'officier de la Gestapo tout de noir vêtu et en trench-coat est entrée dans la culture populaire. Dans la communauté juive de Budapest, on le connaissait comme « l'homme mystérieux au manteau de cuir ».
Károly Szabó attira l'attention sur lui de façon exceptionnelle quand, le 24 décembre 1944, des Hongrois membres du parti des Croix fléchées occupèrent le bâtiment de l'ambassade de Suède, rue Gyopár. Il sauva 36 employés qui venaient du ghetto de Budapest. Cette action attira l'intérêt de Raoul Wallenberg, qui accepta de rencontrer Pál Szalai, alors haut gradé des forces de police. L'entrevue eut lieu dans la nuit du 26 décembre ; c'est là que fut préparé le sauvetage du ghetto de Budapest en janvier 1945.
La dernière réunion entre Wallenberg et Szalai, avec le docteur Ottó Fleischmann et Károly Szabó, se passa le soir du 12 janvier 1945 à l'ambassade de Suède, rue Gyopár ; cette invitation fut pour Wallenberg son « dernier repas ». Le lendemain, 13 janvier, Wallenberg prit contact avec les Soviétiques pour assurer la nourriture et le nécessaire à ceux qu'il avait sous sa protection. Il fut arrêté par les forces de l'Armée rouge le 17 janvier 1945.

## Un crime empêché en janvier 1945

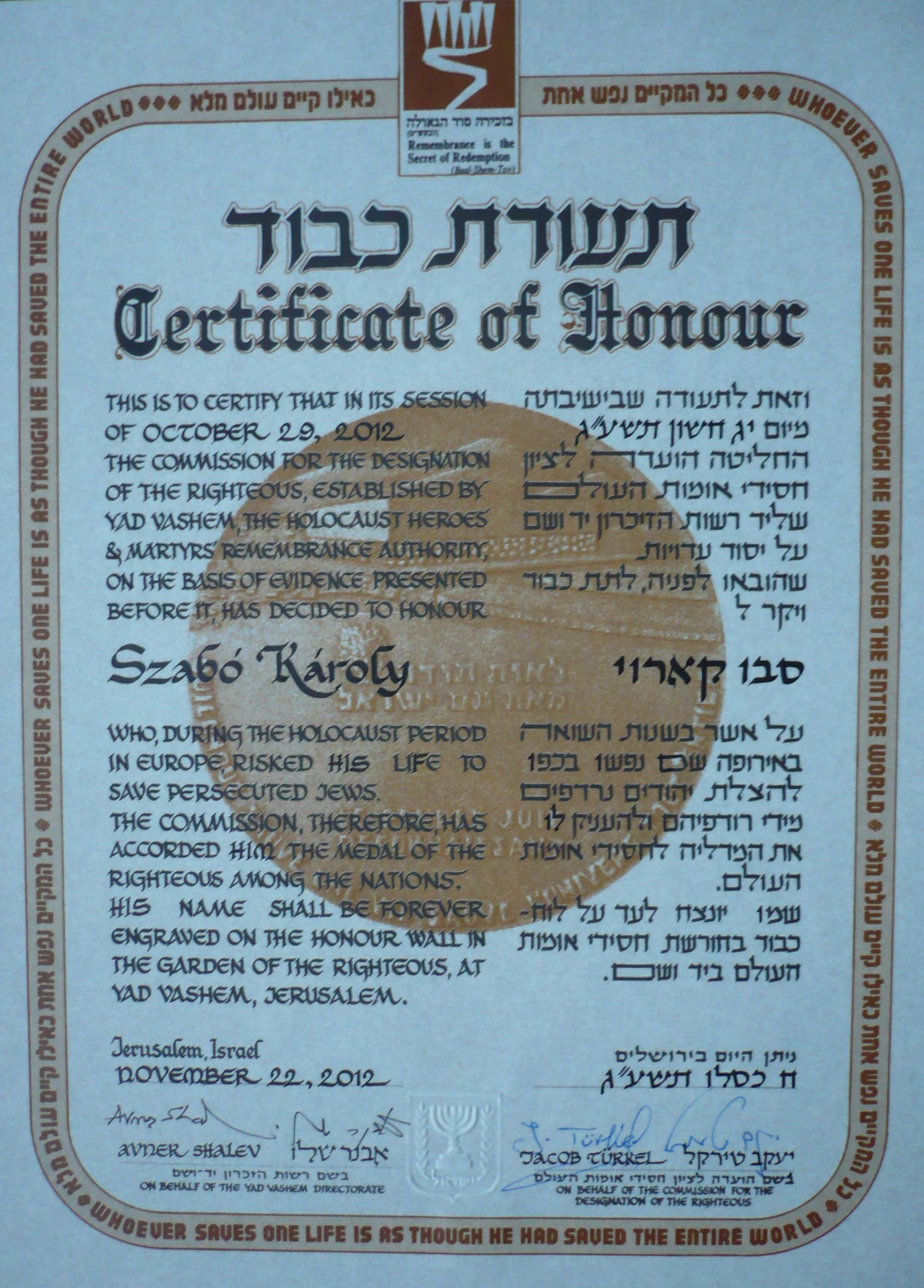
Károly Szabó "Certificate of Honour"

Au cours de la Seconde Guerre mondiale, Lars Ernster et Jacob Steiner vécurent dans les bureaux de l'ambassade de Suède à Budapest, au 2-4 de la rue Üllői. Dans la nuit du 8 janvier 1945, tous les habitants furent emmenés de force près des rives du Danube par une brigade d'exécution du parti des Croix fléchées relevant du commandant de la ville.
Le rôle de Károly Szabó est relaté dans un quotidien néerlandais en date du 11 octobre 1947 :
« Szabo Karoly, l'homme habillé de cuir - Sauveteur de nombreux Juifs dans le Budapest de 1945 – La légation suédoise a travaillé de façon exemplaire – Là où il s'est montré, on n'a pas tiré. Le soir du 8 janvier, une famille juive hongroise, qui vit maintenant à Amsterdam, se trouvait face au Danube, à Budapest, avec les visages tournés vers l'eau. À tout moment les coups de feu pouvaient retentir. C'est ainsi que des dizaines de milliers de personnes ont été assassinées par des SS déchaînés, accompagnés de leurs complices hongrois. Dans ce cas le miracle est arrivé. Au dernier moment on a entendu : « Halte ! » L'homme au manteau de cuir est apparu, un bienfaiteur des Juifs. Accompagné d'une brigade spéciale de la police hongroise, il a empêché l'assassinat de 170  malheureux qui ont été conduits vers la liberté relative de pièces souterraines à l'ambassade de Suède. »
Ernster et Steiner étaient parmi ces rescapés. Ernster s'enfuit en Suède, où, plus tard, il devint membre du conseil d'administration de la Fondation Nobel (1977-1988), tandis que Steiner fuyait vers Israël, où il est maintenant professeur à l'Université hébraïque de Jérusalem.
Jacob Steiner a précisé que, le 25 décembre 1944, son père a été abattu par les miliciens des Croix fléchées et est tombé dans le Danube. Il avait été officier pendant la Première Guerre mondiale et avait passé quatre ans comme prisonnier de guerre en Russie.

## 1947-1964
- À l'invitation de la famille Wallenberg, Károly Szabó a visité Stockholm en été 1947. Il était une des trois dernières personnes à avoir vu Raoul Wallenberg à Budapest.
- En automne 1947, il a rendu visite à Amsterdam à la famille Jakobovics qu'il avait sauvée. Sa visite a fait les manchettes dans les journaux néerlandais.
- En été 1963 et 1964 il est allé voir sur leur invitation Kalber et Löw à Bâle, ainsi que Jakobovics à Londres ; il les avait sauvés tous les trois.

## Les préparations en 1953 d'un procès-spectacle en Hongrie
L'idée que les « assassins de Wallenberg » étaient des « sionistes de Budapest » a été soutenue surtout par le dirigeant communiste hongrois Ernő Gerő, ce que montre une note qu'il avait envoyée au Premier secrétaire Mátyás Rákosi.
En 1953 commencèrent à Budapest les préparatifs pour un procès-spectacle destiné à prouver que Wallenberg n'avait jamais été en Union soviétique, que personne ne l'avait enlevé en 1945, l'Armée rouge encore moins que tout le monde. Trois chefs de la communauté juive de Budapest – le docteur László Benedek, Lajos Stöckler, Miksa Domonkos – et deux témoins oculaires supplémentaires (Pál Szalai et Károly Szabó) furent arrêtés, accusés et torturés. Tout était en place pour un procès qui devait prouver que Wallenberg avait été la victime de sionistes cosmopolites.
Le 8 avril 1953, Károly Szabó fut appréhendé dans la rue, arrêté sans aucune forme légale et jeté en prison. Sa famille ne reçut aucune nouvelle de lui pendant six mois. Un procès secret eut lieu, mais sans rapport officiel ni verdict du tribunal. Après six mois d'interrogatoire, les accusés étaient désespérés et épuisés.
Le procès-spectacle avait été commandé par Moscou, à la suite de la campagne antisioniste de Staline. Après la mort de ce dernier et l'exécution de Lavrenti Beria, on mit fin aux préparatifs du procès et on libéra les personnes arrêtées. Miksa Domonkos mourut peu de temps après, à l'hôpital, des tortures qu'il avait subies.

## Chronologie
- 1916 Né le 17 novembre 1916 à Budapest.
- 1932-1940 Travaille pour la compagnie de machine à écrire américaine Remington à Budapest
- 1940-1945 Travaille pour la compagnie de calculatrices allemande Brunsviga à Budapest (Gelpke, Nádor tér) et pour l'équipement de bureau à l'Ambassade de Suède à Budapest (1944-1945)
- 1945-1949 propriétaire de la compagnie d'équipement de bureau « Universal » avec Plachy et Wagner, représentants en Hongrie pour les machines à calculer Brunsviga (Allemagne), Precisa (Suisse), Odhner (Suède). Voir aussi : Plachy et Szabo vers 1940
- 1950 Son entreprise est « nationalisée » (confisquée sans indemnité)
- 1953 Arrêté pour la préparation du procès-spectacle
- 1955-1964 technicien indépendant pour l'équipement de bureau
- 1963-1964 À l'été 1963 et en 1964 il est invité pour les avoir sauvés par Kalber et Löw à Bâle (été 1963) et Jakobovics à Londres (1964).
- Mort par accident vasculaire cérébral le 28 octobre 1964 à Budapest.

### Sources
- (en) Cet article est partiellement ou en totalité issu de l’article de Wikipédia en anglais intitulé « Károly Szabó » (voir la liste des auteurs).
- Dreams and Tears: Chronicle of a Life, Erwin K. Koranyi, General Store Publishing House, 2006  (ISBN 1897113471 et 9781897113479)